# スウビツェ駅
スウビツェ駅（すうびつぇえき、Słubice）はポーランドルブシュ県スウビツェ郡スウビツェにあるポーランド国鉄（PKP）の鉄道駅である。ドイツとの国境に近く、国境を越えた先にはフランクフルト（オーダー）駅がある。

## 駅構造
プラットホーム2面2線の地上駅。

## 歴史
- 2002年 - 開業。

## 隣の駅
ポーランド国鉄
3号線
クノヴィツェ駅 - スウビツェ駅 - （国境） - フランクフルト（オーダー）・オーダー橋駅 - フランクフルト（オーダー）駅